# Rhamphomyia hovgaardii
Rhamphomyia hovgaardii är en tvåvingeart som beskrevs av Holmgren 1880. Rhamphomyia hovgaardii ingår i släktet Rhamphomyia och familjen dansflugor. Inga underarter finns listade i Catalogue of Life.